# レイ・キング (サッカー選手)
レイ・キング（Ray King、1924年8月15日 - 2014年7月19日）はイギリスのサッカー選手。